# Ritratto di coppia
Il Ritratto di matrimonio di Isaac Massa e Beatrix van der Laen, o Coppia di sposi in un paesaggio è un dipinto a olio su tela (140×166 cm) di Frans Hals, realizzato nel 1622 circa e conservato nel Rijksmuseum di Amsterdam nei Paesi Bassi.
Considerato uno dei vertici artistici del Secolo d'oro olandese ed uno dei più riusciti ritratti di Hals, la coppia è stata identificata con il mercante Isaac Massa (amico dell'artista) e la neo sposa Beatrix van der Laen, che dai documenti sappiamo coniugati nell'aprile 1622.

## Descrizione e stile
Una giovane coppia, in una scena che potrebbe richiamare un picnic, è seduta ai piedi di un albero. Sono entrambi assai eleganti: lui porta un cappello di feltro nero a tesa larga, con colletto e polsini di pizzo; lei veste un elegante abito nero e viola scuro, una sontuosa gorgiera e la cuffia bianche come i ricchi polsini, e un anello dorato con prezioso alla mano destra. Entrambi sorridono allo spettatore, e con una posa rilassata: col braccio destro al petto lui, leggermente piegata in avanti e con il braccio destro sulla spalla dell'uomo lei. Proprio questa posa curiosa assai inusuale per quei tempi, e il sorriso malizioso di lei, fanno quasi pensare non ad un ritratto ufficiale, ma quasi ad una scena casuale ed istantanea, come se il pittore abbia "sorpreso" i due in atteggiamenti intimi. Anche il paesaggio e le piante hanno simbologie ben precise. Sullo sfondo, a destra, c'è una casa con lussureggiante giardino con fontana, simboli dell'amore e delle felicità coniugali, in cui altre due coppie passeggiano a braccetto circondate da due pavoni, simbolo di rinascita e prosperità. In primo piano a sinistra c'è una pianta di cardo, simbolo della fedeltà maschile. Il tutto è dipinto dall'artista con la solita maestria ed apparente "rapidità" di esecuzione.